# 鈴木力衛
鈴木 力衛（すずき りきえ、1911年5月1日 - 1973年6月14日）は、日本のフランス文学者、翻訳家、演劇評論家。

## 人物・来歴
愛知県出身。
第一高等学校、東京帝国大学仏文科を卒業後、フランス政府招聘給費留学生としてパリ大学に学び、帰国後は旧制学習院教授等を経て学習院大学文学部教授となった。
モリエール研究の第一人者。晩年に完成した単独訳の「モリエール全集 全4巻」（全作品を網羅してはいないが、全集の刊行冊子に「日本語の芝居として楽しめるモリエールのすべてと称しうる仕事」紹介されている）で、読売文学賞受賞。そうしたフランス演劇研究の成果を元に、新しい流れのフランス演劇も積極的に紹介し、俳優座養成所講師や文学座顧問もつとめ、戦後日本の興隆期の新劇運動に大きな影響を与えた。なお岩波文庫版のモリエール作品集は近年改版されている。
演劇関係以外でも、アレクサンドル・デュマ・ペールの『ダルタニャン物語』、ジャン・コクトーの『恐るべき子供たち』、マルセル・パニョル『笑いについて』、アンリ・ベルクソン『笑い』をはじめ多数の訳書がある。
学習院仏文科の骨格をほぼ一人で築き上げてゆき、優秀な教授陣を育成するために腕を振るい、そうした中から篠沢秀夫、豊崎光一、佐伯隆幸、末木利文（演出家）といった人達を育て上げていった。

## 著書
- 『時事佛蘭西語讀本』（編著、白水社） 1943
- 『フランス演劇雑筆』（新月社） 1948
- 『モリエール』（世界評論社、世界文学はんどぶっく） 1950
- 『モーパッサンの文学』（実業之日本社） 1952
- 『巴里～東京 入門フランス語会話』（ノエル・ヌエット共著、三笠書房） 1953
- 『フランス文学案内』（渡辺一夫共著、岩波文庫別冊） 1961
- 『やさしいフランス語会話文法5週間』（渡辺守章共著、開拓社） 1964
- 『フランスの文学』（明治書院、世界の文学史） 1966
- 『フランス文学史』（編著、明治書院） 1971

## 翻訳
- 『演劇論』（ルイ・ジューヴェ、筑摩書房） 1942
- 『チユルカレ』（ル・サージュ、白水社） 1948
- 『若妻の日記』（バルザック、万里閣、バルザック人間叢書） 1948。別版『二人の若妻の手記』三笠書房 1949
- 『ロバものがたり』（セギュール夫人、羽田書店） 1949。改題『学問のあるロバの話』（岩波少年文庫）1954
- 『現代フランス演劇 第1輯』（佐藤朔共編訳、新月社） 1949
- 『椿姫』（デュマ・フィス、酣燈社） 1949
- 『ピェールとジャン』（モーパッサン、三笠書房） 1950
- 『パリ』（ノエル・ヌウエット、小林正共訳、東大協組出版部） 1950
- 『現代世界の考察』（ポオル・ヴァレリイ、寺田透共訳、「ヴァレリイ全集20」筑摩書房） 1950
- 『死のごとく強し』（モーパッサン、白水社、モーパッサン長篇全集第1） 1951
- 「ダルタニヤン物語」全11巻（アレクサンドル・デュマ、丸山熊雄等共訳、大日本雄弁会講談社） 1952
  - 「ダルタニャン物語」全11巻 （デュマ、講談社） 1968 - 1969
 没後刊の新版：講談社文庫、ブッキング、復刊ドットコム、グーテンベルク21（電子書籍）

1. 『友を選ばば三銃士』
2. 『妖婦ミレディーの秘密』
3. 『我は王軍、友は叛軍』
4. 『謎の修道僧』
5. 『復讐鬼』
6. 『将軍と二つの影』
7. 『ノートルダムの居酒屋』
8. 『華麗なる饗宴』
9. 『三つの恋の物語』
10. 『鉄仮面』
11. 『剣よ、さらば』

- 『海賊』（マルセル・アシャール、新潮社、現代フランス戯曲叢書）1953
- 『笑いについて』（マルセル・パニョル、岩波新書） 1953
- 『現代世界戯曲選集 フランス編』全3巻（編訳、白水社） 1953 - 1954
- 『赤と黒』（スタンダール、三笠書房） 1954
- 『恐るべき子供たち』（ジャン・コクトオ、三笠書房、三笠版現代世界文学全集） 1954、岩波文庫 1957
- 『ローランの歌』（チュロルドス、講談社、世界名作全集） 1955
- 『エセルとジューリアス』（レオン・クルツコフスキー、安堂信也共訳、白水社） 1955
- 『偽りの告白』（マリヴォー、岩波文庫） 1955
- 『泥棒たちの舞踏会』（ジャン・アヌイ、白水社、現代海外戯曲） 1955
- 『おにごっこ物語』（マルセル・エーメ、岩波少年文庫） 1956
- 『ぞうさんばばーる』（ジャン・ドゥ・ブリュノフ、岩波書店） 1956
- 『トロイ戦争は起こらない』（ジャン・ジロドゥー、河出書房、世界文学全集） 1956、（「ジロドゥ戯曲全集3」白水社） 1958
- 『城への招待』（ジャン・アヌイ、新潮社） 1956
- 『狂気と天才』（人文書院、サルトル全集14） 1956
- 『ノートルダムのせむし男』（ヴィクトール・ユゴー、三笠書房） 1957
- 『唖のユミュリュス、ひばり　作品集1』（ジャン・アヌイ、白水社） 1957、全3巻（岩瀬孝共編）
- 『ドルジェル伯の舞踏会』（ラディゲ、岩波文庫） 1957
- 『シャイヨの狂女』（ジロドゥ「戯曲全集6」白水社） 1958
- 『ジロドゥ研究』（内村直也共編訳、白水社） 1958
- 『怖るべき親たち　コクトー戯曲選集3』（コクトー、大久保輝臣共訳、白水社） 1959、全3巻（編者代表）
- 『真昼に分かつ / マリヤへのお告げ / クリストファ・コロンブスの書物』（クローデル）

渡邊守章・山本功共訳（筑摩書房、世界文学大系 1960、新版・筑摩世界文学大系 1976）
- 『きつね物語』（講談社、少年少女世界文学全集：古代中世編） 1962
- 『わんぱく戦争』（ルイ・ペルゴー、講談社） 1963
- 『笑い』（アンリ・ベルクソン、「全集3」白水社） 1965、新版2001ほか
- 『チャップリン その映画とその時代』（ジョルジュ・サドゥール、清水馨共訳、岩波書店） 1966
- 『月世界旅行』（ヴェルヌ、「全集」集英社） 1968

### モリエール
- 『亭主学校・女房学校』（モリエール、弘文堂書房） 1940、のち岩波文庫
- 『ドン・ジュアン』（モリエール、白水社） 1942、のち岩波文庫
- 『守銭奴』（モリエール、岩波文庫） 1951
- 『スカパンの悪だくみ』（モリエール、岩波文庫） 1953
- 『町人貴族』（モリエール、岩波文庫） 1955
- 『タルチュフ』（モリエール、岩波文庫） 1956
- 『いやいやながら医者にされ』（モリエール、岩波文庫） 1962
- 『世界古典文学全集47　モリエール』（筑摩書房） 1965 - ※以外担当

飛び医者　才女気取り　亭主学校　女房学校　タルチェフ　ドン・ジュアン　※孤客（辰野隆訳）　　
いやいやながら医者にされ　ジョルジュ・ダンダン　守銭奴　町人貴族　スカパンの悪だくみ　女学者
- 『病は気から』（モリエール、岩波文庫） 1970
- 『モリエール全集』全4巻 （個人全訳：中央公論社） 1972 - 1973

### ウジェーヌ・ダビ
- 『緑の地帯』（ウージエヌ・ダビ、中央公論社、現代世界文学叢書） 1942
- 『島の人びと』（ウジェーヌ・ダビ、三笠書房） 1954
- 『あこがれ荘』（ウジェーヌ・ダビ、三笠書房） 1955